# Serchio
El Serchio és un riu de la Toscana a Itàlia. Neix als Apenins i desemboca al mar Lígur, no gaire lluny de on ho fa el riu Arno. Passa vora la ciutat de Lucca. Té un curs de 111 km i recull les aigües en una conca de 1404 km².
El seu nom antic era Auser o Ausar. Segons Plini el Vell, era un riu important d'Etrúria que neix als Apenins i té el seu curs prop de la ciutat de Lucca, i que al seu temps era un afluent de l'Arno, cosa que també diu Estrabó. La ciutat de Pisa es trobava on s'unien els dos rius, i diu que les aigües en aquell punt eren turbulentes. Sembla que va conservar aquest curs fins al segle xii, però no se sap el moment en què es va desviar per arribar directament al mar.